# قوة الصدمة
قيمة الصدمة أو قوة الصادمة ( بالإنجليزية : Shock value ) يشير هذا المصطلح إلى إمكانات صورة أو نص أو فعل أو أي شكل آخر من أشكال الاتصال، مثل الإعدام العلني، لإثارة ردود فعل مختلفة مثل الاشمئزاز الشديد أو التوتر الوظيفي أو الغضب أو الخوف أو المشاعر السلبية المماثلة.

## في الإعلان
الإعلانات الصادمة ( بالإنجليزية :Shock advertising ) هو نوع من الإعلانات التي " تعمد، وليس عن غير قصد، من خلال انتهاك الأعراف والقيم الاجتماعية والمثل العليا الشخصية، وتصدم وتسيء إلى جمهورها. » تم تصميم هذه النوعية من الإعلانات بشكل أساسي لجذب الانتباه وإثارة الضجة، وكذلك لجذب الجمهور إلى علامة تجارية معينة أو لزيادة الوعي بقضية ما أو خدمة عامة معينة مثل مشكلة صحية، على سبيل المثال تشجيع السائقين على ارتداء أحزمة الأمان أثناء القيادة، وتعزيز الوقاية من الأمراض المنقولة بالاتصال الجنسي، والوعي بأمور كالعنصرية وغيرها من أشكال الظلم، أو حظر التدخين بين المراهقين.
و تعرضت مجموعة بنتون لتدقيق خاص وذلك عن طريق استخدام مفهوم الإعلانات الصادمة في حملاتها، مما أدى أيضًا إلى غضب عام وشكاوى المستهلكين ضد الشركة. ومع ذلك، تمت الإشادة بالعديد من إعلانات بنتون لزيادة الوعي بالقضايا الاجتماعية الهامة و"اتخاذ موقف" ضد انتهاكات حقوق الإنسان و الحريات المدنية والحقوق البيئية.

## الاستفسارات المعتمدة
- الكوميديا السوداء
- افلام الاستغلال
- موقع مروع
- كسر القاعدة الفن
- مراسل أصفر
- الثقافة المتعالية
- الحداثة
- ما بعد الحداثة
- الرقابة